# James Butts
James Aaron Butts (Los Angeles, 9 maggio 1950) è un ex triplista statunitense, medaglia d'argento ai Giochi olimpici di Montréal 1976.

## Palmarès
| Anno | Manifestazione      | Sede     | Evento       | Risultato | Prestazione | Note |
| ---- | ------------------- | -------- | ------------ | --------- | ----------- | ---- |
| 1976 | Giochi olimpici     | Montréal | Salto triplo | Argento   | 17,18 m     |      |
| 1979 | Giochi panamericani | San Juan | Salto triplo | Bronzo    | 16,69 m     |      |